# Republiek South Carolina
De Republiek South Carolina was een republiek die van 1860 tot 1861 heeft bestaan, maar het voegde zich op 8 februari 1861 bij de andere zuidelijke staten om samen de Geconfedereerde Staten van Amerika te vormen. South Carolina werd na de afscheiding nog vaak de Palmetto Republic genoemd.

## Bron
- Republic of South Carolina.